# الورنینها
الورنینها (به پرتغالی: Alvorninha) یک سکونتگاه مسکونی در پرتغال است که در کالداس داراینیا واقع شده‌است.

## خصوصیات
الورنینها ۳٬۱۲۳ نفر جمعیت دارد.